# Hvad er der med hende
Hvad er der med hende er en dansk eksperimentalfilm fra 2004 med instruktion og manuskript af Allan de Waal.

## Handling
Sammenklipning af novellefilmen Livredder (1966) og prøveoptagelser til ikke en realiseret spillefilm.